# Supernova
Súpernóva je eksplozija na koncu življenja zvezde. Povzroči izjemno svetle predmete iz plazme, ki postopoma postanejo nevidni v nekaj tednih ali celo mesecih. Do tega lahko privedeta dva vzroka. Masivna zvezda se sesede sama vase, ali pa bela pritlikavka kopiči snov zvezde spremljevalke, dokler ne preseže Chandrasekharjeve meje in povzroči termonuklearne eksplozije. V obeh primerih zvezda večino snovi izvrže v okolico. V standardni kozmologiji je supernova glavni ali celo edini vir težjih elementov, ki ne morejo nastati z jedrskim zlivanjem, nastanejo pa pri eksploziji supernove. Lahko se iz nje razvije nevtronska zvezda, ki je majhna, a zelo gosta (kubični cm tehta enako kot celo človeštvo). Lahko pa konča kot bela pritlikavka.

## Tipi supernov

### Tip I (supernove prve vrste)
Ta tip supernove je za klasifikacijo uporablja spekter. V nihovem spektru ni Balmerjevih črt vodika.

#### Tip Ia
Glavni članek tega razdelka je Supernova tipa Ia
Do tega pojava lahko pride le v dvozvezdju, v katerem je ena od zvezd bela pritlikavka. Bela pritlikavka sesa snov s spremljevalke, in ko doeže Chandrasekharjevo mejo, eksplodira. VSE take supernove so enake, ker imajo enako maso, ko eksplodirajo.

### Tip II (supernove druge vrste)
Takšne supernove za razliko od tipa I imajo Balmerjeve črte vodika.

## Kandidati za supernovo v naši galaksiji
- Ro Kasiopeje
- Eta Gredlja
- RS Kačenosca
- U Škorpijona
- VY Velikega psa
- Betelgeza
- Antares
- Spika
- Mnoge zvezde tipa Wolf-Rayet